# Alexandromys kikuchii
Alexandromys kikuchii is een zoogdier uit de familie van de Cricetidae. De wetenschappelijke naam van de soort werd voor het eerst geldig gepubliceerd in 1920 door Nagamichi Kuroda.

## Voorkomen
De soort komt voor in Taiwan.